# Neopetrobia vulgata
Neopetrobia vulgata är en spindeldjursart som beskrevs av Meyer 1987. Neopetrobia vulgata ingår i släktet Neopetrobia och familjen Tetranychidae. Inga underarter finns listade i Catalogue of Life.